# 齊克隆B

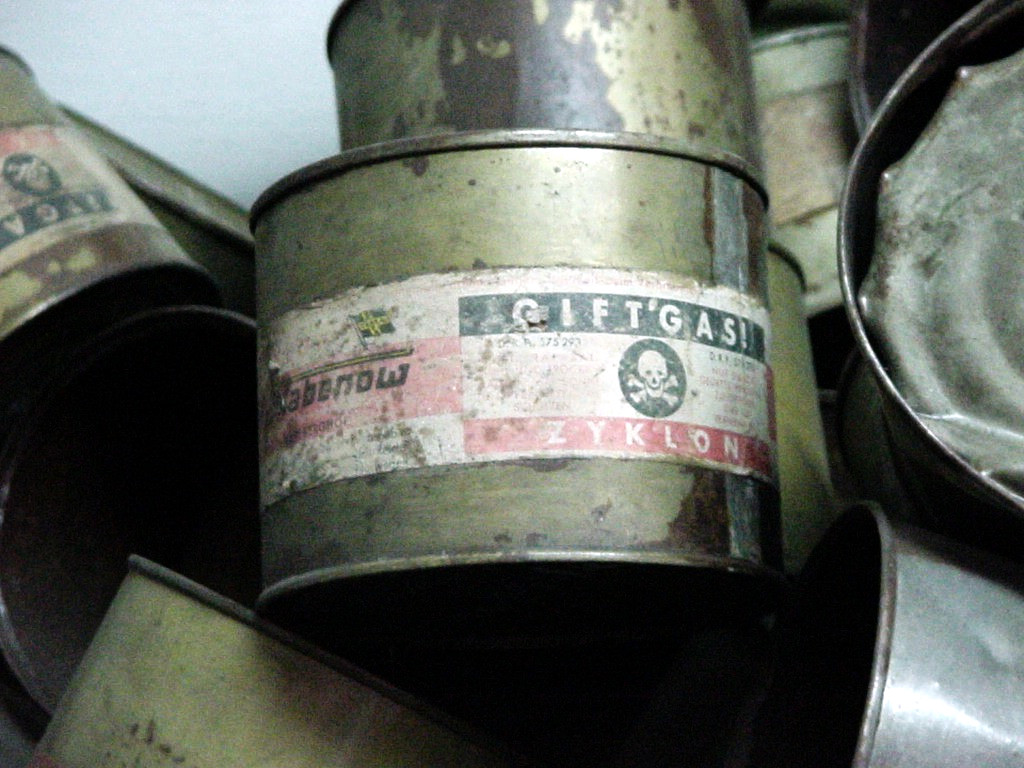
奧斯威辛集中營博物館展示的齊克隆B空罐

齊克隆B（德語：Zyklon B，發音：[tsyˈkloːn ˈbeː] ⓘ），是以氰化物為基的消毒熏蒸劑和殺蟲劑，在第二次世界大戰期間被納粹德國用於種族滅絕。其前身齊克隆A（Zyklon A）是氰基甲酸甲酯與10%氯甲酸甲酯的混合物，後被齊克隆B所取代。

## 歷史
齊克隆由德國化學家弗里茨·哈伯發明，作為殺蟲劑使用。第一次世界大戰期間由德國的害蟲防治技術委員會（TASCH, Technischer Ausschuss für Schädlingsbekämpfung）製造，用來除蝨。化学家布鲁诺·特施在汉堡发明了基于齊克隆的二代产品，称为齊克隆B。
1930年，德意志害蟲防治公司（DEGESCH, Deutsche Gesellschaft für Schädlingsbekämpfung mbH）经歷股份转让後改由德國IG法本持股，并由幾家化工公司合資製造。经销公司则以易北河分隔两区，以东由位于汉堡的Tesch & Stabenow（Testa）公司经销，以西则由位于法兰克福的Heerdt-Linger GmbH （Heli）公司经销。
齊克隆B目前在捷克的廠仍有生產，商品名為「Uragan D2」，用作殺蟲劑。

## 成份及包裝

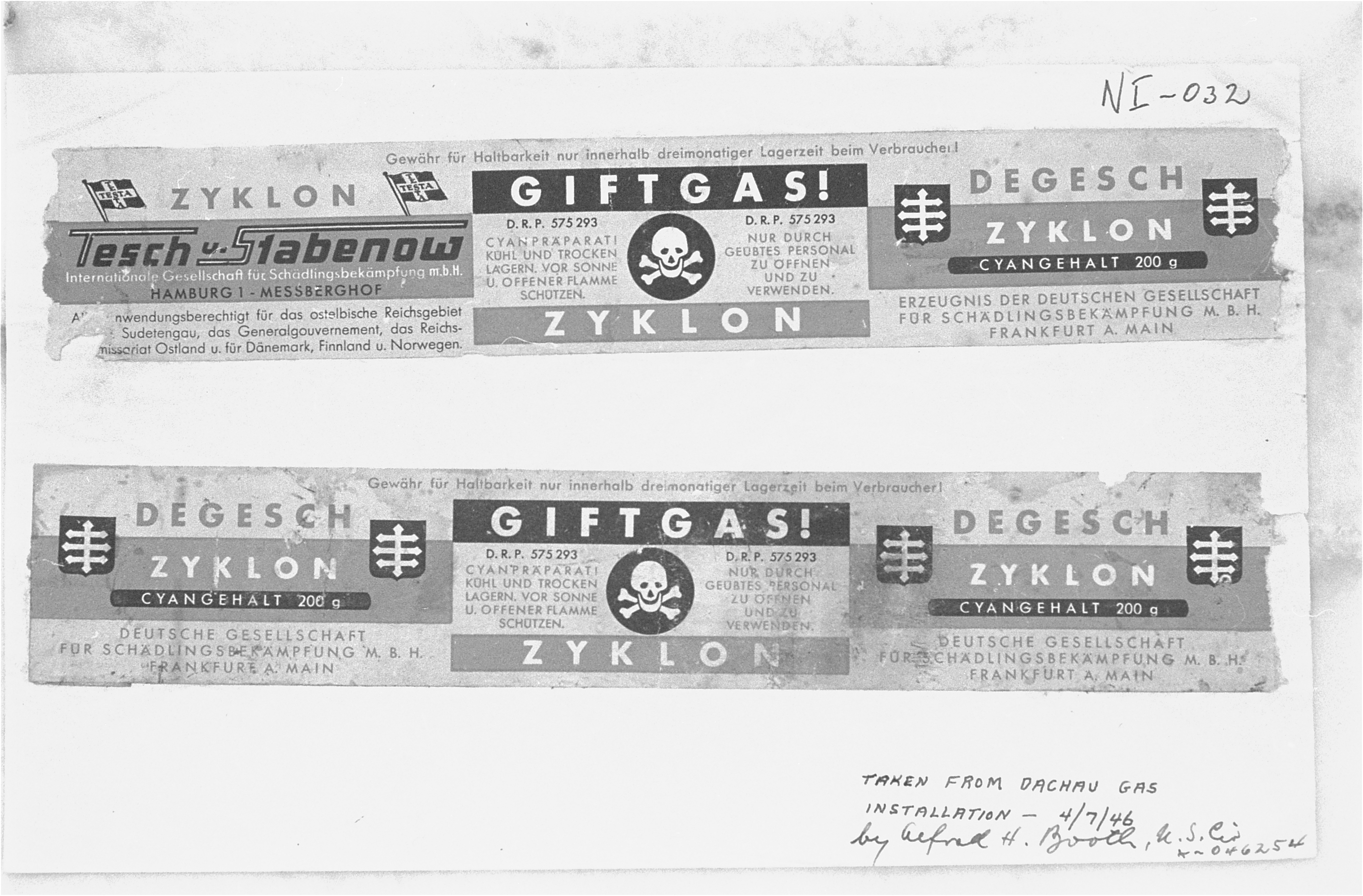
齊克隆B的標籤紙。標籤紙分為三部份，左区为经销商公司名（上为Testa公司，写着范围包括莱茵河以东地区，含苏台德、总督府、東方總督轄區，以及丹麦、芬兰和挪威），右區印有德國害蟲防治公司的標誌及商標Zyklon。中間區塊印有「有毒氣體！」（Giftgas!），骷髏頭兩旁印有「內含有氰化物！僅由受訓過的人員開啟及使用！」等警語。此標籤紙為紐倫堡審判的證物之一

齊克隆B的主要成份為氰化氫，並混有矽藻土作為安定劑，以及加入了警示用臭味劑，密封在鐵罐中，當打開鐵罐後，內含的氰化氫會飄散出來。

## 用於人類

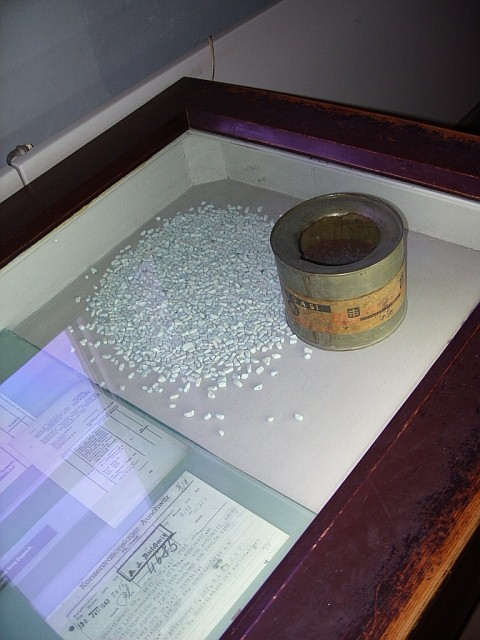
齊克隆B罐头以及签名的订单原件，详情写着“用于犹太人安置的材料”。图中白色碎粒为罐头内容物，作为毒气吸附剂的纤维素颗粒

1929年時，齊克隆B被美國海關用在貨運車廂及墨西哥入境美國者的衣物滅蟲用。
納粹德國起初用其以消滅斑疹傷寒的病媒害蟲。1942年至1944年齊克隆B在德国的销量为729吨，其中56吨（占8%）销往集中营。奧斯威辛集中營采购了23.8吨，仅有6吨真正用于杀虫，其余则用于毒气室来屠杀犹太人。

## 參閱
- 氰化氫
- 滅絕營